# Хардин
Хардин (на английски: Hardin) е град в окръг Биг Хорн, щата Монтана, САЩ. Хардин е с население от 3384 жители (2000) и обща площ от 3,6 km². Намира се на 886 m надморска височина. ЗИП кодът му е 59034, а телефонният му код е 406.